# Cầu Dongjak
Cầu Dongjak là cầu bắc qua sông Hán, Seoul, Hàn Quốc. Cây cầu có tàu điện ngầm số 4 đi qua, cùng với phần giao thông đường bộ bên cạnh. Ga Dongjak được đặt ở phía nam cây cầu. Cây cầu lạ mắt với giàn cầu màu xanh.
Cầu Dongjak có tổng chiều dài 6.330 m, được khởi công từ tháng 10 năm 1978 và khánh thành vào ngày 14 tháng 11 năm 1984.